# Yvan Brohard
 (avril 2012).
Le professeur Yvan Brohard est historien et commissaire d'exposition, spécialiste du Moyen Âge et de la Renaissance.

## Biographie
Enseignant en histoire géographie au lycée La Providence à Amiens et aujourd’hui retraité, Yvan Brohard est l’auteur d’une quarantaine de livres et catalogues d’art ou d’ethnologie, et plus particulièrement de l’ouvrage Quand l’art rencontre la science (2007, avec Jean-Claude Ameisen). Il est également initiateur et coauteur du Souffle d’Hippocrate, une histoire de la médecine (2011), aux éditions La Martinière, et de Histoire de la pharmacie, remèdes, onguents, poisons (2012).
Il a effectué de multiples missions en Afrique (Burkina Faso, Mali, Bénin…) et surtout en Asie (Chine, Népal, Indonésie, Cambodge, Birmanie…) et monté à ce jour plus de 40 expositions en partenariat avec les musées français et étrangers. Il a pour partenaires les villes, les départements, les régions ainsi que les ministères français et étrangers. Il collabore avec de nombreux collectionneurs internationaux, des conservateurs de musées et bibliothèques : musée du Louvre, musée d’Orsay, musée Carnavalet, musée du château de Versailles, Institut du monde arable, musée de l’Homme, musée national des arts asiatiques Guimet à Paris, musée d’ethnologie de Rotterdam, bibliothèque nationale de France…
Yvan Brohard a été entre 2000 et 2004, responsable pour la France et l’Allemagne, dans le cadre d’un partenariat sino-européen, en coopération avec le China State Bureau of Relics, du projet West China hidden cultural treasures, visant à valoriser le patrimoine culturel de la Chine de l’Ouest.
Yvan Brohard est depuis 2009 chargé de mission Art et Science auprès du président de l’université Paris-Descartes, pour l’organisation d’expositions autour des thèmes suivants : l’Homme et son corps, les âges de la vie. Il assure également la politique éditoriale Art et Science de l’université, en partenariat avec les éditions La Martinière pour lesquelles il a créé une collection : Une histoire de la médecine, Remèdes, onguents, poisons - Une histoire de la pharmacie, Histoire fabuleuse des médecines populaires.

## Expositions

### Expositions à thèmes
- 1993 : Objets sacrés, objets secrets
- 1994 : Théâtres d’ombres et marionnettes du monde
- 1996 : Bijoux du monde, reflets d’éternité
- 1997 : Cabinet d’un amateur du XXe siècle
- 2002 : Art et civilisation : 50 objets choisis
- 2002 : Maternités du monde

### Expositions d’art occidental
- 1990 : Quatre siècles d’art sacré
- 1991 : Arts de la forme et de la couleur au Moyen Âge
- 1992 : Renaissance et maniérisme
- 1992 : De la Renaissance au Grand Siècle
- 1995 : Le Visage de Marie dans l’Occident chrétien
- 2003 : Au temps où l’on implorait le ciel : protection et guérison en Occident
- 2005 : À tire d’aile, anges et créatures fabuleuses dans l’art occidental

### Expositions d’art africain
- 1992 : Arts traditionnels du Burkina-Faso
- 1994 : Arts traditionnels du Mali
- 1999 : Au pays du Vodun, art et artisanat de la République du Bénin

### Expositions d’art asiatique
- 1995 : Démons et merveilles : arts traditionnels de la Chine et du Tibet
- 1995 : Himalaya : le visage des dieux
- 2000 : 2000 ans d’art chinois
- 2000 : Vision de sagesse : arts du Tibet et de l’Himalaya
- 2001 : Il y a deux mille ans, la Chine : le musée à l’école
- 2001 : From east to west, China art, Arsenal, New York
- 2003 : La Dynastie des Han

### Expositions
À Paris
- mars-avril 2009 : Maternités, un monde d’amour et de tendresse
- avril 2010 : Trois artistes contemporains à l’écoute du corps
- octobre-novembre 2010 : Le Visage dans tous ses états, en partenariat avec la Fondation d’Entreprise L'Oréal
- avril 2011 : Le Corps en mouvement, en partenariat avec la Fondation d’Entreprise L’Oréal et l’Institut national du sport, de l'expertise et de la performance
- novembre 2011 : La mesure du corps sportif, dans le cadre du festival photo de Saint-Germain-des-Prés
- février 2012 : Lydie Arickx, avant les mots, les langes de la vie (art contemporain) sous le haut-patronage de Frédéric Mitterrand, ministre de la Culture
- depuis avril 2012 : expositions temporaires d’artistes contemporains au Park Hyatt Vendôme de Paris

À Venise
- septembre-octobre 2011 : Corps, visage, mouvement, Aya Takagi (Japon), Gabriela Valencia (Colombie), Juliette Canet de Crozals, Jean-Sébastien Leblond-Duniach (France), dans le cadre de la 54e édition de la Biennale d’art contemporain

À l’abbaye de Saint-Antoine (Isère), maison mère de l’ordre hospitalier des Antonins en Europe, en partenariat avec les musées nationaux et l’Institut national de la santé et de la recherche médicale
- 2006 : Sur les chemins d’Ispahan. Savoir et médecine, entre Orient et Occident
- 2007 : De larmes et de sang, regards croisés sur la douleur
- 2008 : Une histoire des sens, du Moyen Âge au XVIIIe siècle

À l’abbaye de Saint-Riquier (Somme), en partenariat avec la Conservation des antiquités et objets d'art
- 2007 : Compagnons d’éternité, saints protecteurs et guérisseurs